# Villa Recalcati
Villa Recalcati è una villa di Varese, nel quartiere Casbeno, in Italia.
Ospita la sede della Provincia di Varese e una delle due sedi della Prefettura di Varese.

## Storia
Villa Recalcati, significativa testimonianza di architettura barocca italiana, fu costruita nella prima metà del Settecento accanto ad un precedente edificio dal marchese milanese Gabrio Recalcati, edificio al cui interno sarebbero stati conservati gli ultimi affreschi realizzati dai fratelli Giovan Battista e Gerolamo Grandi prima della loro morte. A Gabrio Recalcati, erede di un'antica casata della quale faceva parte anche il segretario di Ludovico il Moro Francesco Recalcati, si deve anche l'acquisto di numerosi terreni di Casbeno, rilevati nel 1723.
Per volere di Antonio Luigi Recalcati, tra il 1731 e il 1775 venne ricostruita in veste barocca, secondo un progetto che abbracciava anche il circostante paesaggio, in quanto il marchese già dagli anni trenta aveva acquistato i terreni circostanti e fatto costruire il grande viale alberato che vi conduceva (1731), costituendo un asse ottico con il suo fulcro nella villa. Ospitò personaggi famosi, fra i quali il poeta Giuseppe Parini.
Dalla metà dell'Ottocento in poi, la villa e il suo parco furono oggetto di alcuni passaggi di mano. Ereditata in un primo momento da Giuseppe Melzi, la proprietà fu successivamente comprata da Giovan Battista Morosini e, infine, trasformata nel "Grande Albergo Excelsior". L'hotel fu fra i più grandi e frequentati del nord Italia, ospitando personalità, italiane e non, quali Giuseppe Verdi,Gabriele D'Annunzio e Marcel Proust. La trasformazione in albergo, avvenuta nel 1874,  comportò il cospicuo ampliamento della struttura e l'alterazione del prospetto originale, innalzando i corpi di fabbrica laterali inizialmente più bassi di quello centrale, chiudendo il portico centrale inizialmente aperto sul parco, e ampliando le ali minori.

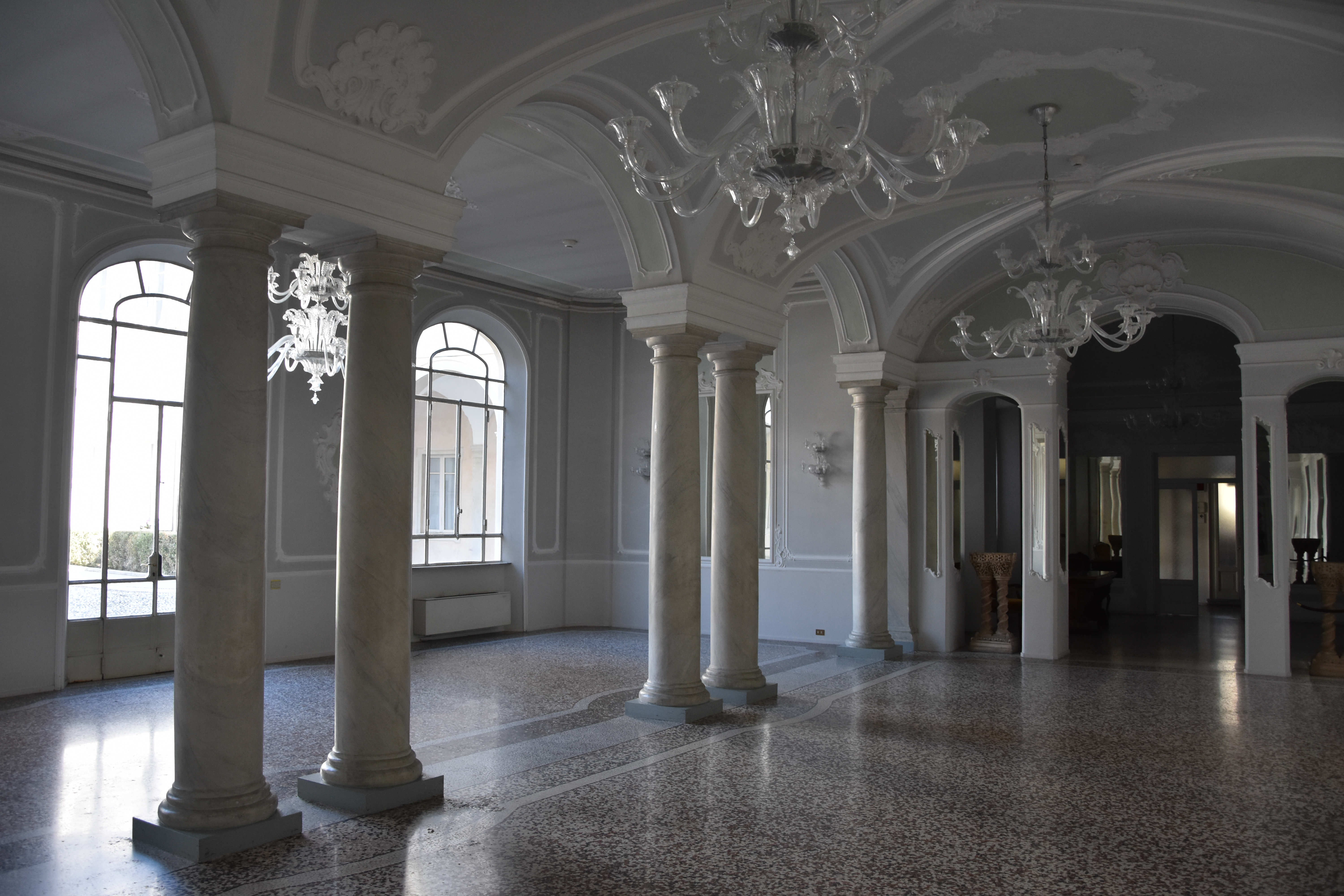
Interni

Il crollo delle presenze turistiche concomitante alla Prima Guerra Mondiale portò al fallimento dell'albergo.  Nel 1927 Varese divenne capoluogo di provincia e nel 1931 il neonato ente acquistò l'intero edificio, ponendovi la propria sede.
Conserva al suo interno preziose opere d'arte, tra cui numerosi affreschi, perlopiù settecenteschi, opera dei più importanti decoratori varesini dell'epoca, quali Pietro Antonio Magatti e Giovan Battista Ronchelli.

## Descrizione
Esternamente, il nucleo centrale della villa si presenta con un impianto a "U" aperta verso il cortile d'onore e il cancello d'accesso alla proprietà. Il cortile d'onore è ispirato allo stile di Giovanni Ruggeri e Francesco Croce. Il cortile è attraversato trasversalmente da un porticato a tre fornici, parallelo - ma più interno - rispetto al lato aperto della "U". Nella porzione più arretrata dei due bracci laterali della "U", alcuni portici sormontati da volte a crociera.
Internamente, spiccano una serie di sale in stile romantico e un neoclassico salone tardosettecentesco.
Alle spalle dell'edificio si sviluppa un parco che richiama un giardino alla francese.